# Isole Prygunki
Le isole Prygunki (in russo Прыгунки?) sono un gruppo di isole che fa parte dell'arcipelago Čečen' e sono situate nel mar Caspio, in Russia. Amministrativamente, appartengono al distretto urbano della città di Machačkala, capitale del Daghestan, nel Circondario federale del Caucaso Settentrionale.
Le isole si trovano all'estremità nord-orientale dell'isola Čečen' e sono divise fra loro da stretti canali. È un gruppo di isole basse e sabbiose che spesso cambiano la loro forma a seconda del livello del mar Caspio. L'area approssimativa del gruppo è di 0,2 km². L'altezza delle isole rispetto al livello del mare è di -25,1 m. Le isole Prygunki, come le altre isole dell'arcipelago Čečen, si sono formate molto probabilmente dai sedimenti dei fiumi Sulak e Terek

## Collegamenti esterni

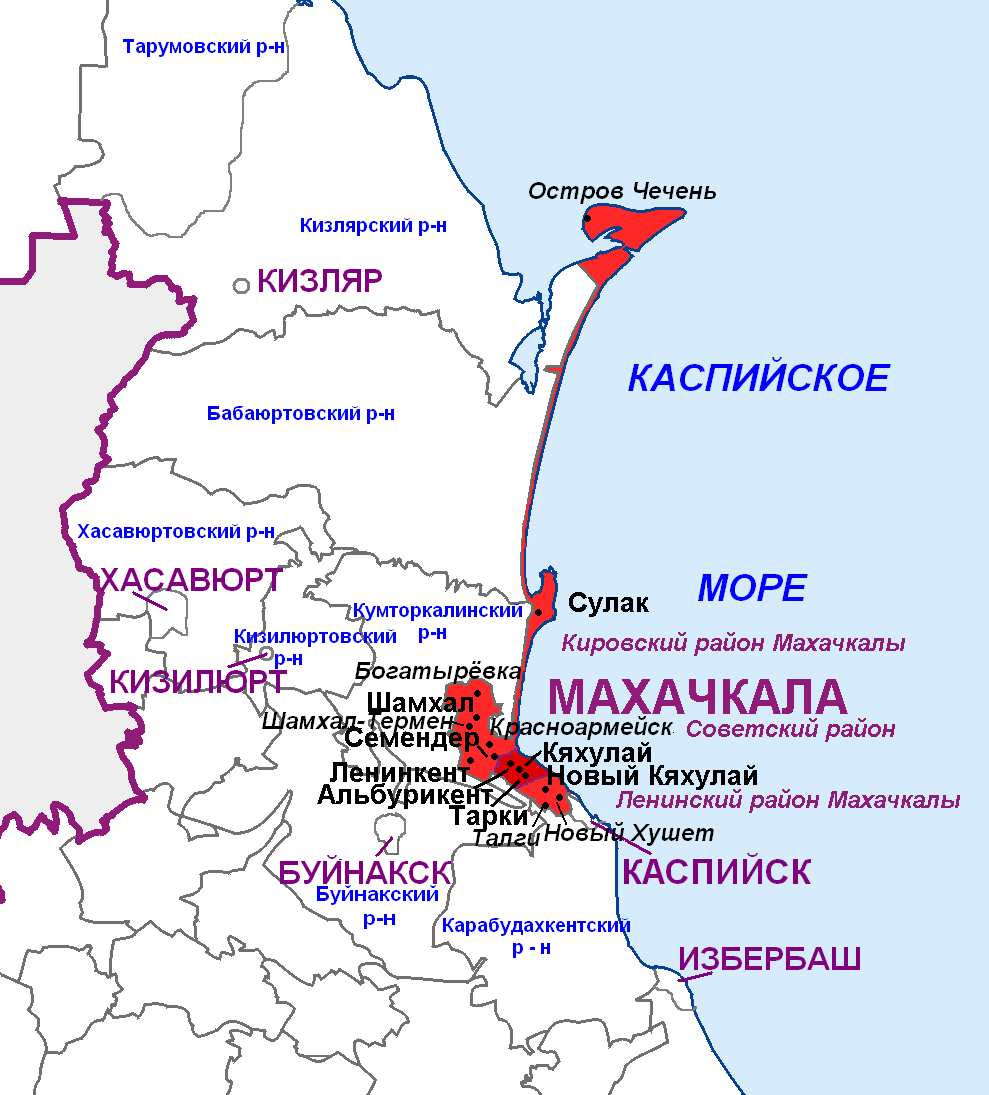
Il distretto urbano (okrug) della città di Machačkala (in rosso) che comprende l'arcipelago Čečen'